# 猫ノ眼時計
『猫ノ眼時計』（ねこのめどけい）は、津原泰水による日本の短編集、およびその表題作。〈幽明志怪〉シリーズ第三作。
2012年に筑摩書房より単行本として発売、2015年に収録作を増補し筑摩書房より文庫化、2017年に電子書籍化されたが、2022年現在は絶版となっている。
単行本の装丁は間村俊一、装画は水口理恵子、本文デザインは松木美紀。文庫版はカバーデザイン間村俊一、装画は単行本と同一である。

## 概要
猿渡という男を語り手とした幻想小説。
1999年刊行の『蘆屋家の崩壊』、2006年刊行の『ピカルディの薔薇』の続刊。完結編と明記されているが、2019年には新作も発表されている。

## 収録リスト
| タイトル     | 単行本版 | ちくま文庫版 | 備考                                      |
| ------------ | -------- | ------------ | ----------------------------------------- |
| 日高川       | ○        | ○            | ＊                                        |
| 玉響         | ○        | ○            | ＊                                        |
| 病の夢の病の | -        | ○            | 「エステティーク」第2号所収の短編を改稿。 |
| 城と山羊     | ○        | ○            | ＊                                        |
| 続・城と山羊 | ○        | ○            | 単行本書下ろし。                          |
| 猫ノ眼時計   | ○        | ○            | ＊                                        |
| 跋           | -        | ○            |                                           |
| 年表         | ○        | ○            |                                           |

＊「Webちくま」掲載『EVERYBODY'S GOT SOMETHING TO HIDE EXCEPT ME AND MY MONKEY』を加筆、改題。

## 各話あらすじ
日高川
主人公は旅先で、かつての音楽仲間である女と再会する。彼女は不審火に居合わせることが多いという。
玉響
退院した主人公を、友人と担当医は不可解なまでに心配して訪ねて来る。
病の夢の病の
主人公のもとに疎遠になっていた先輩作家の訃報が届き、その晩年の不可思議な暮らしが明らかになる。
城と山羊
続・城と山羊
主人公は失踪した弟を捜しに離島へ渡る。そこは山羊の島、異教の島であった。そこで主人公は幻影のような城に迷い込む。シリーズ唯一の中篇。
猫ノ眼時計
主人公の隣人の少年は猫を飼っている。少年は、この猫の眼は人の寿命を知らせるのだと言う。

## 書籍情報
- 『猫ノ眼時計』筑摩書房／単行本／2012年
- 『猫ノ眼時計』筑摩書房／文庫／2015年　※絶版
- 『猫ノ眼時計』筑摩書房／電子書籍／2017年　※配信終了